# 하이 스트렁
《하이 스트렁》(영어: High Strung)은 미국과 루마니아에서 제작된 마이클 데이미언 감독의 2016년 드라마 영화이다. 키넌 캠파 등이 출연하였고, 저닌 데이미언 등이 제작에 참여하였다.
이 영화는 팰러딘을 통해 2016년 4월 8일 개봉되었다.

## 출연
- 키넌 캠파
- 니컬러스 갤릿진
- 제인 시모어
- 소노야 미즈노
- 리처드 사우스게이트
- 폴 프리먼
- 마이아 모르겐스테른
- 이언 이스트우드
- 애너벨 쿠타이
- 마커스 이매뉴얼 미첼
- 컴퍼트 퍼도키
- 미란다 윌슨
- 앤드루 플리빈
- 토미 메이
- 데이비드 리퍼
- 나이절 바버

## 기타 제작진
- 공동 제작: 비오렐 세르고비치
- 배역: 캐럴린 매클라우드
- 미술: 미하이 도로반투
- 세트: 단 토아데르